# Orden al Mérito Militar (Wurtemberg)
La Orden al Mérito Militar (Militärverdienstorden) era una orden militar del Reino de Wurtemberg, el cual se unió al Imperio alemán en 1871. Esta era una de los órdenes militares más antiguas de los estados del Imperio. Fue fundada el 11 de febrero de 1759 por Carlos Eugenio de Wurtemberg como la Militär-Carls-Orden, y fue rebautizada como la Militärverdienstorden el 11 de noviembre de 1806 por el rey Federico I. La orden experimentó muchos más cambios sobre el curso de los siglos XIX y principios del XX. Se quedó obsoleta con la caída de la monarquía de Wurtemberg a raíz de la derrota de Alemania en la Primera Guerra Mundial.

## Clases
La orden estaba dividida en tres clases:
- Gran Cruz (Großkreuz)
- Cruz de Comandante (Kommandeurkreuz) y
- Cruz del Caballero (Ritterkreuz).

Generalmente, el rango del seleccionado determinó qué grado recibía. Entre 1799 y 1919, hubo un estimado de concesiones de 95 Grandes Cruces, 214 Cruz de Comandante y 3128 de Cruz de Caballero, con la mayor parte de estas otorgadas en la Primera Guerra Mundial; los números solo pueden representar a los nativos Wurtemberg.

## Descripción

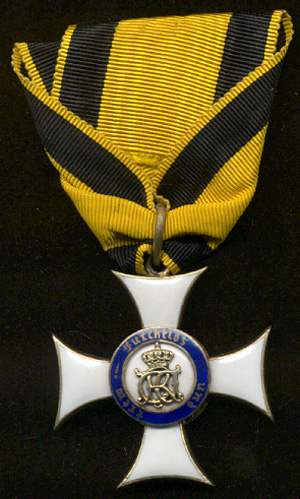
Cruz de Caballero, reverso

La insignia de la orden era una cruz de oro esmaltado en blanco con brazos curvos y bordes ligeramente cóncavos. Alrededor del medallón central esmaltado en blanco había un anillo de oro esmaltado en azul que llevaba a ambos lados el lema "Furchtlos und trew" ("Sin miedo y leal"). En el anverso, el medallón llevaba una corona de laurel dorada esmaltada en verde. En el reverso, el medallón llevaba el monograma del rey de Württemberg en el momento de la concesión. La cruz era del mismo tamaño para la Gran Cruz y la Cruz de Comandante, y algo más pequeña para la Cruz de Caballero. La Gran Cruz y la Cruz de Comandante, y desde 1870 la Cruz de Caballero, fueron coronadas con una corona. El 25 de septiembre de 1914, la corona fue removida de todos los grados.
La estrella de la orden, otorgada solo con la Gran Cruz, era una estrella de ocho puntas de plata con montura de oro con el medallón anillado del anverso de la cruz.
La cinta de la orden era, hasta 1818 y después de 1914, amarilla con franjas negras anchas cerca de cada borde. Después de noviembre de 1917, cuando se usó la cinta sin la medalla, la cinta llevaba una corona de esmalte verde para distinguirla de otras condecoraciones de Wurtemberg en la misma cinta. La cinta de 1818 a 1914 era azul.